# Bromek berylu
Bromek berylu, BeBr
2 – nieorganiczny związek chemiczny z grupy bromków, zawierający beryl na II stopniu utlenienia. Został otrzymany po raz pierwszy w 1828 roku przez Friedricha Wöhlera.

## Otrzymywanie
Można go otrzymać przez reakcję metalicznego berylu z bromem w temperaturze 500-700 °C:
Be + Br
2 → BeBr
2
Lub poprzez reakcję tlenku berylu z bromowodorem w roztworze wodnym:
BeO + 2HBr → BeBr
2 + H
2O↑

## Zastosowanie
Nie ma praktycznego zastosowania.